# Dag van de Grondwet (Denemarken)
De Dag van de Grondwet (Deens: Grundlovsdag) is een nationale feestdag voor het Koninkrijk Denemarken. Deze wordt op 5 juni gevierd.
Ieder jaar wordt de invoering van de eerste grondwet uit 1849 gevierd met vooral politieke toespraken in het hele land daar deze dag vaak gezien wordt als dé viering van de Deense democratie. Vooraanstaande politici hebben via hun respectieve organisaties favoriete locaties waar zij traditioneel hun politieke boodschap brengen over de democratische beginselen en actuele politieke kwesties.